# Коркијано
Коркијано (итал. Corchiano) је насеље у Италији у округу Витербо, региону Лацио.
Према процени из 2011. у насељу је живело 2861 становника. Насеље се налази на надморској висини од 204 м.

## Становништво
Према резултатима пописа становништва 2011. у општини је живело 3.740 становника.
| 1936. | 1951. | 1961. | 1971. | 1981. | 1991. | 2001. | 2011. |
| ----- | ----- | ----- | ----- | ----- | ----- | ----- | ----- |
| 1.984 | 2.304 | 2.170 | 2.156 | 2.679 | 3.067 | 3.337 | 3.740 |